# Walter Crickmer
Walter Crickmer  (* 17. Dezember 1899 in Wigan, Lancashire, England; † 6. Februar 1958 in München) war ein englischer Fußballtrainer und Klubsekretär.

## Karriere
Crickmer war insgesamt 32 Jahre bei Manchester United tätig. Er wurde 1926 Klubsekretär und blieb dies auch – durch Unterbrechungen als Trainer (1931–1932) und (1937–1945) – bis zu seinem Tod bei der Münchner Flugzeugtragödie. 
| Personendaten    | Personendaten                             |
| ---------------- | ----------------------------------------- |
| NAME             | Crickmer, Walter                          |
| KURZBESCHREIBUNG | englischer Fußballfunktionär und -trainer |
| GEBURTSDATUM     | 17. Dezember 1899                         |
| GEBURTSORT       | Wigan, Lancashire, England                |
| STERBEDATUM      | 6. Februar 1958                           |
| STERBEORT        | München, Deutschland                      |